# Oblast Autônomo Ádigue
Óblast Autônomo Ádigue (Russo: Адыге́йская автоно́мная о́бласть) foi um óblast autônomo dentro do Krai de Krasnodar, na União Soviética.